# Daniel Zaar
Daniel Zaar, född 24 april 1994 i Helsingborg, är en svensk professionell ishockeyspelare (forward) från Jonstorp som spelar för Rögle BK i Svenska hockeyligan.
I NHL-draften 2012 blev han draftad i sjätte rundan, som nummer 152 totalt, av Columbus Blue Jackets.

## Klubbar
- Jonstorps IF Moderklubb–2010
- Rögle BK 2010–2014
- BIK Karlskoga 2013 (lån)
- Luleå HF 2014–2015 (lån)
- Lake Erie Monsters 2015-2016
- Cleveland Monsters 2016-2017
- Malmö Redhawks 2017-2018
- Rögle BK 2018-